# PalaGrotte
Il PalaGrotte è il palazzetto dello sport più importante di Castellana Grotte nella città metropolitana di Bari, costruito per ospitare le partite interne di pallavolo della New Mater Volley e del Basket Castellana. Fino a qualche anno fa ha ospitato le gare interne dell'AS Florens.
Può ospitare circa 2000 spettatori. Inizialmente è nato con una sola tribuna, poi in seguito a diverse necessità, è stata costruita una seconda tribuna frontale a quella già esistente raddoppiando così il numero di posti a sedere. Probabilmente nei prossimi anni verrà ampliato maggiormente. Le tribune sono a pochissimi metri dal campo di gioco e ciò rende migliore lo spettacolo.
Il record spettatori di 2.388 risale al 19-11-2005 nella partita tra Materdomini Volley Castellana - Teleunit Gioia del Colle.